# At the Boar's Head

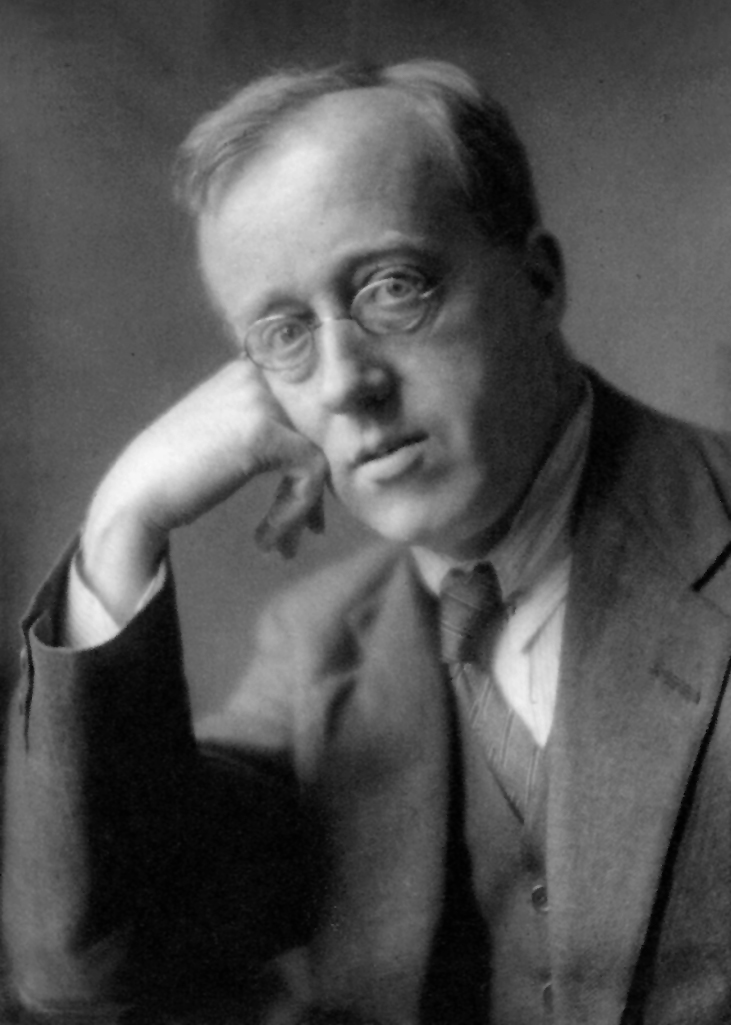
Gustav Holst (1874–1934)

At the Boar's Head (literalment en català «al Boar's Head»), op. 42, és una òpera en un acte composta per Gustav Holst, sobre un llibret seu basat en Enric IV de William Shakespeare. Es va estrenar el 3 d'abril de 1925 al Palace Theatre de Manchester, sota la direcció de Malcom Sargent.